# Ponç Asperans
Ponç Asperans fou un mestre de capella que se'l situa per la zona del Ripollès i Girona durant el segle xvii. El dia 1 d'Agost de 1652 fou escollit mestre de capella de la catedral de Girona, després d'una etapa en què, degut a la dimissió de l'antic titular, Luis Vellado, quedà a càrrec de la plaça provisional.
Es coneix la data de la seva mort, el 13 de març del 1654, ja que en aquell moment tenia a càrrec seu dos escolans de Ripoll que demanaven ser retornats amb les seves famílies si les autoritats no els consideraven útils.